# レオン・ヴォードワイエ

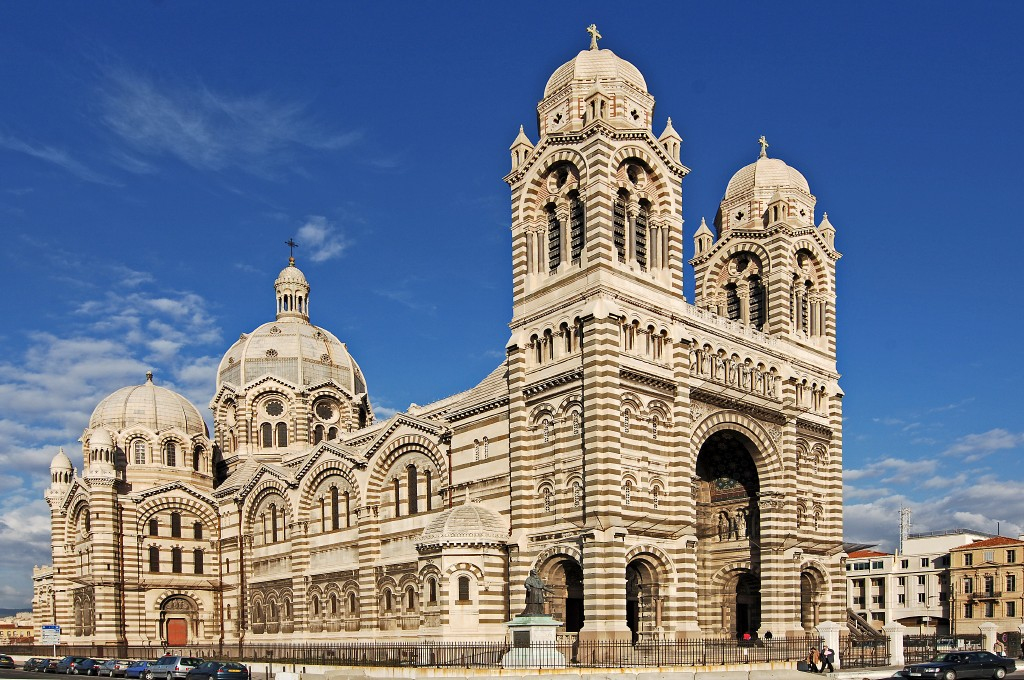
Cathédrale Sainte-Marie-Majeure

レオン・ヴォードワイエ（Léon Vaudoyer、1803年-1872年）はフランスの建築家。彼の傑作はマルセイユ大聖堂（1852年着工）であり、これはロマネスク様式の平面と、シエナ大聖堂のような多彩色の横縞を持つビザンティン様式の立面とを説得力に満ちた手法で結合させている。